# Evoluția demografică a românilor din Serbia
În Serbia trăiesc astăzi trei comunități de români:
- Românii timoceni, grupați la sud de Dunăre, la răsărit de râul Morava, până la granița cu România și Bulgaria
- Românii din Voivodina, grupați la nord de Dunăre, în Voivodina
- Aromâni

## Date generale
Numărul total al românilor din Serbia în diverse perioade istorice era:
- 1846 Primele date statistice legate de românii din Serbia menționează prezența a 97.215 români.
- 1857 geograful francez Guillaume Lejean cifrează numărul românilor din Serbia la 104.343 persoane.
- 1866: Conform Geographisches Handbuch zu Andrees Handatlas (Leipzig und Bielefeld, 1882), în Serbia trăiau conform datelor statistice din 1866 127.545 români, constituind 10,5 % din populația totală a țării.
- Conform Meyers Konversationslexikon (Verlag des Bibliographischen Instituts, Leipzig und Wien, Vierte Auflage, 1885-1892) trăiau în regiunea Timoc (adică în Serbia, dar și în Bulgaria) 250.000 români.
- 1884: datele statisticile indică prezența a 149.727 români în Serbia (9,68%)
- 1890: datele statisticile indică prezența a 143.684 români în Serbia (6,64%)
- 1895: 159.510 români, constituind 6,4 % din populația statului.
- 1900: Conform statisticilor oficiale sârbești, numărul românilor scade brusc și fără motiv la 122.429 persoane, motiv pentru care veridicitatea acestor cifre a devenit tema unor dispute.
- 1921: Conform primului recensămtului iugoslav, care s-a petrecut în 1921, repartiția românilor din teritoriul Serbiei de astăzi era astfel:

1. În Serbia de la sud de Dunăre trăiau 159.549 români. Această cifră include însă și 9.451 aromâni din Macedonia de nord (înglobată în 1912 Serbiei)
2. În Banat (Banatul sârbesc) trăiau 67.897 români
3. În Bačka (Bacica) și în Barania trăiau 1.633 români (aici este vorba de fapt de țigani băieși, prezenți și în sud-vestul Ungariei)

- 1931:

1. În estul Serbiei Centrale trăiau conform datelor oficiale 57.000 români
2. În Voivodina erau înregistrați 78.000 români

- 1948: 59.263 români în Voivodina
- 1953:

1. 198.793 vorbitori de limbă română în Serbia Centrală, însă numai 29.000 persoane înregistrate drept români (oficial: vlahi)
2. 57.218 români în Voivodina

- 1961:

1. În estul Serbiei Centrale: 1.330 români (oficial: vlahi)
2. În Voivodina: 57.259 români

- 1971: 52.987 români în Voivodina
- 1981:

1. În Iugoslavia trăiau 135.000 persoane vorbitoare de "limbă valahă" (majoritatea în estul Serbiei Centrale)
2. În Voivodina: 47.289 români

- 1991:

1. În Serbia trăiau 71.536 persoane vorbitoare de "limbă valahă" (aproape toate în estul Serbiei Centrale); însă numai 16.539 persoane înregistrate drept valahi
2. În Voivodina: 38.832 români

- 2001: 74.630 români și 89.333 vorbitori de limbă română. În toamna aceluiaș an este recunoscută oficial apartenența vlahilor la minoritatea română.

1. În Serbia Centrală au fost înregistrate 59.729 persoane vorbitoare de limbă română, respectiv 44.110 români
2. În Voivodina au fost înregistrate 29.604 persoane vorbitoare de limbă română, respectiv 30.520 români

- 2011:

1. numărul de cetățeni sârbi care s-au declarat vlahi era de 35.330

## Date detaliate

### 1857

Harta administrativă a estului Serbiei din 1891

| Numărul românilor din estul Serbiei Centrale în anul 1857, după G. Lejean | Numărul românilor din estul Serbiei Centrale în anul 1857, după G. Lejean |
| Provincia                                                                 | Români                                                                    |
| ------------------------------------------------------------------------- | ------------------------------------------------------------------------- |
| Požarevac (Pojarevăț)                                                     | 39.728                                                                    |
| Krajina (Craina)                                                          | 35.671                                                                    |
| Crna Reka                                                                 | 20.597                                                                    |
| Ćuprija                                                                   | 7.351                                                                     |
| Smederevo (Semendria), plașa Podunavlje                                   | 996                                                                       |
| Total: 104.343 români în Serbia                                           |                                                                           |

### 1921

Regiunile Iugoslaviei din perioada 1918-1922

Estul Serbiei în perioada 1918-1922

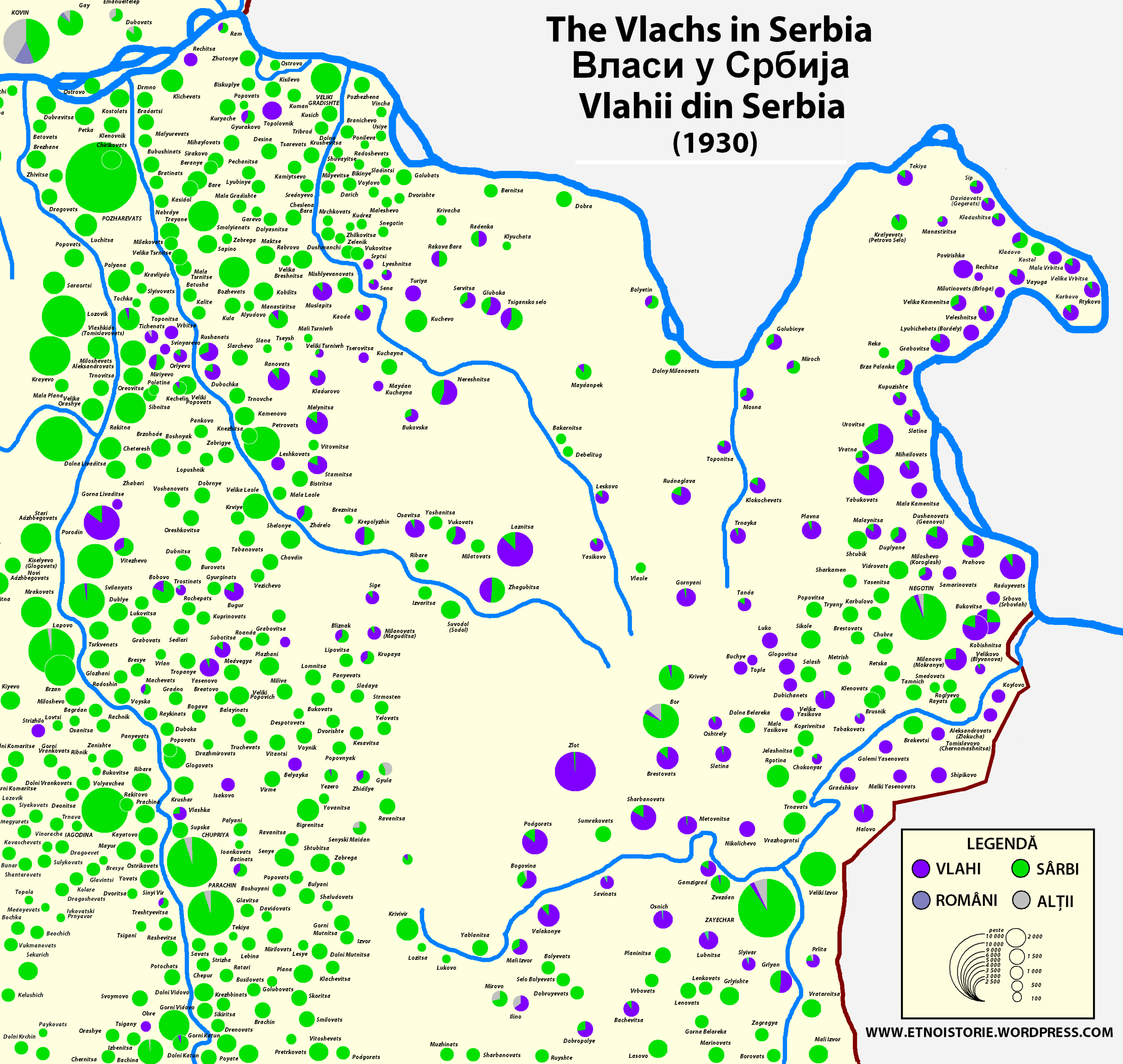
Vlahii din Serbia

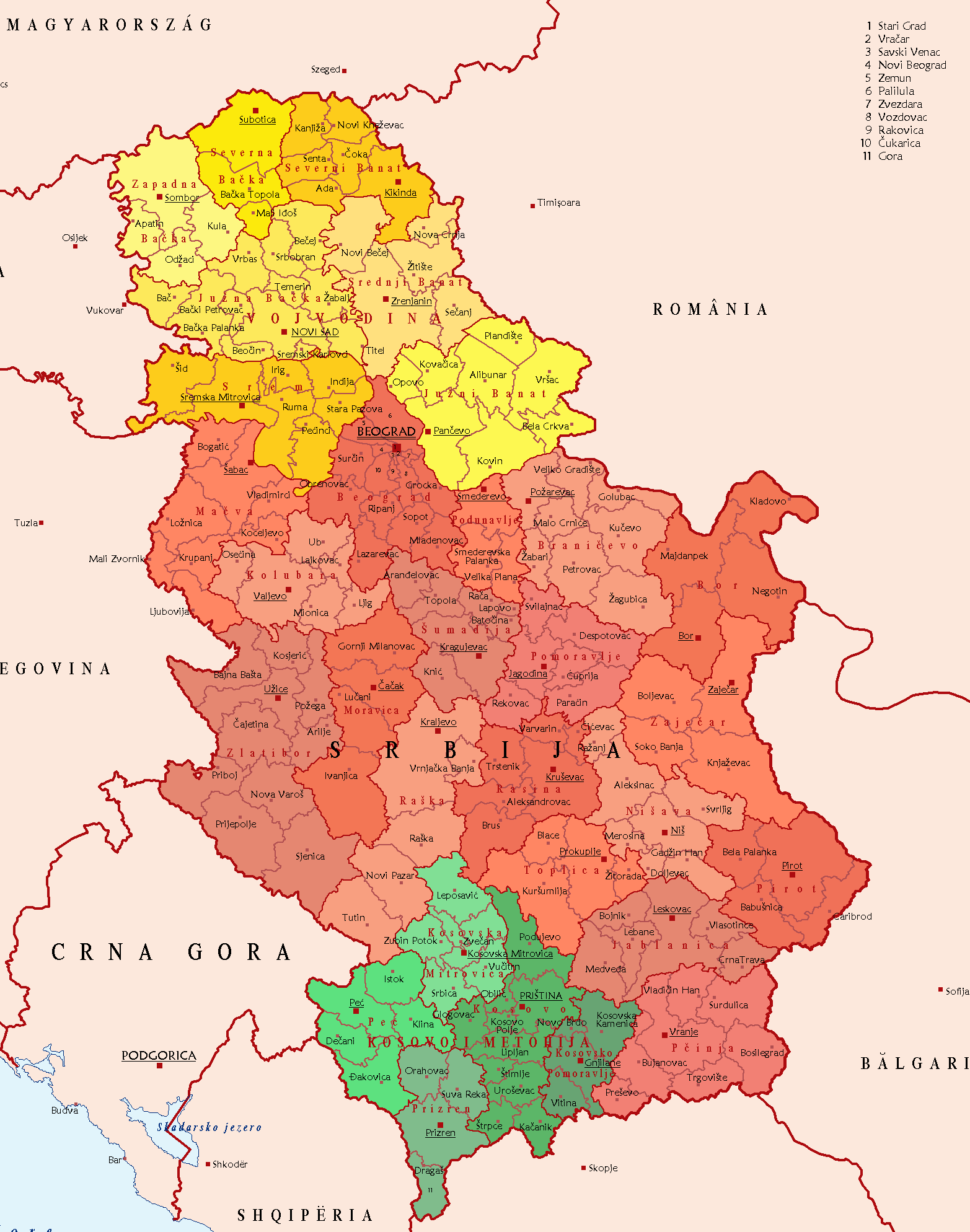
Harta administrativă actuală a Serbiei

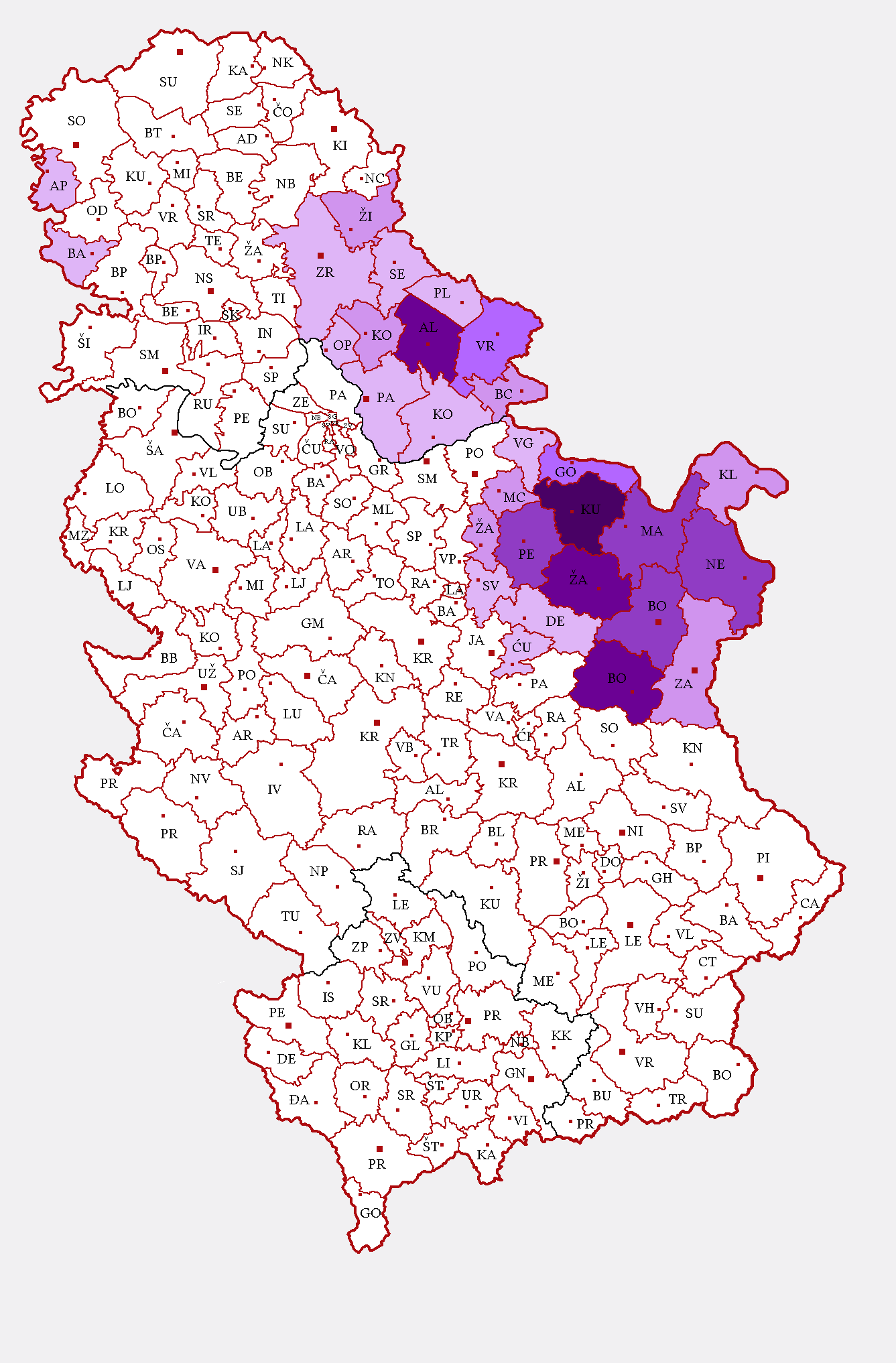
Românii din Serbia conform recensământului din 2002

| Proporția românilor și a sârbilor în estul Serbiei (Valea Timocului) conform rezultatelor recensământului iugoslav din 1921 | Proporția românilor și a sârbilor în estul Serbiei (Valea Timocului) conform rezultatelor recensământului iugoslav din 1921 | Proporția românilor și a sârbilor în estul Serbiei (Valea Timocului) conform rezultatelor recensământului iugoslav din 1921 | Proporția românilor și a sârbilor în estul Serbiei (Valea Timocului) conform rezultatelor recensământului iugoslav din 1921 |
| Unitate administrativă | Români | Sârbocroați | Alții |
| --- | --- | --- | --- |
| Regiunea Krajina (Regiunea Craina) | 58,3 % (61.604) | 40,4 % | 1,2% |
| Plașa Ključ | 86,5 % (15.037) | 12,9 % | 0,6 % |
| Plașa Brza Palanka | 82,2 % (13.918) | 15 % | 2,8 % |
| Plașa Poreč | 72,7 % (9.384) | 26,7 % | 0,6 % |
| Plașa Negotin | 45,1 % (17.325) | 53,5 % | 1,4 % |
| Plașa Krajina (Craina) | 28,8 % (5.940) | 70 % | 1,2 % |
| Regiunea Timok (Regiunea Timoc) | 25% (33.847) | 73,7% | 1,2 % |
| Plașa Boljevac (Bolievăț) | 55,7 % (17.856) | 43,8 % | 0,5 % |
| Plașa Zaječar (Zăiceari) | 37,8 % (15.653) | 61,3 % | 0,9 % |
| Orașul Zaječar (Zăiceari) | 3 % (268) | 87,7 % | 9,4 % |
| Regiunea Braničevo (Regiunea Pojarevăț) | 20% (43.732) | 79,2% | 0,7% |
| Plașa Zvižd | 57,6 % (11.356) | 41,2 % | 1,2 % |
| Plașa Homolje | 56,6 % (11.622) | 42,7 % | 0,7 % |
| Plașa Ram | 10,3 % (3.251) | 89,1 % | 0,6 % |
| Plașa Mlava | 26 % (11.983) | 73,9 % | 0,1 % |
| Plașa Morava | 17 % (5.085) | 82,8 % | 0,2 % |
| Regiunea Pomoravlje (Regiunea Morava) | 3,2 % (5.845) | 96 % | 0,8 % |
| Plașa Despotovac (Despotovăț) | 8,7 % (1.836) | 91,2 % | 0,1 % |
| Plașa Resava | 8,3 % (2.380) | 91 % | 0,7 % |
| Plașa Belica | 1,8 % (739) | 97,2 % | 1 % |
| Plașa Paračin | 1,4 % (599) | 96,9 % | 1,7 % |
| Plașa Temnic | 1,3 % (295) | 98,3 % | 0,4 % |
| Întinderea unităților administrative de la acea vreme nu corespunde mereu cu cea de astăzi, chiar dacă unele denumiri sunt identice. (vezi harta alăturată) Sunt enumerate doar unitățile administrative în care proporția românilor se ridică la cel puțin un procent. | | | |

| Proporția românilor și a sârbilor în nordul Serbiei (Voivodina) conform rezultatelor recensământului iugoslav din 1921 | Proporția românilor și a sârbilor în nordul Serbiei (Voivodina) conform rezultatelor recensământului iugoslav din 1921 | Proporția românilor și a sârbilor în nordul Serbiei (Voivodina) conform rezultatelor recensământului iugoslav din 1921 | Proporția românilor și a sârbilor în nordul Serbiei (Voivodina) conform rezultatelor recensământului iugoslav din 1921 |
| Unitate administrativă | Români | Sârbocroați | Alții |
| --- | --- | --- | --- |
| Regiunea Banat (Banatul sârbesc) | 12 % (67.897) | 42,7 % | 45,2 % |
| Plașa Alibunar | 36,5 % (15.413) | 37 % | 26,3 % |
| Plașa Vršac (Vârșeț) | 33 % (12.470) | 22,9 % | 44,1 % |
| Plașa Bela Crkva (Biserica Albă) | 21,2 % (7.268) | 27,7 | 65,8 % |
| Plașa Pančevo (Panciova) | 20,6 % (9.683) | 33,4 % | 45,9 % |
| Plașa Veliki Bečkerek (Becicherecul Mare) | 16,8 % (10.269) | 30,9 % | 67,7 % |
| Plașa Kovin (Cuvin) | 14 % (4.734) | 49,4 % | 36,5 % |
| Plașa Kovačica (Covăcița) | 11,2 % (5.183) | 52,6 % | 36,2 % |
| Orașul Bela Crkva (Biserica Albă) | 6,5 % (627) | 27,7 % | 65,8 % |
| Plașa Jaša Tomič | 1,7 % (633) | 23,4 % | 74,9 % |
| Orașul Vršac (Vârșeț) | 1,7 % (471) | 37,1 % | 44,1 % |
| Orașul Pančevo (Panciova) | 1,4 % (265) | 48 % | 50,7 |
| Regiunea Bačka (Bacica) | | | |
| Plașa Darda | 1,5 % (449) | 25,8 % | 72,6 % |
| Plașa Apatin | 1 % (503) | 27,5 % | 71,4 % |
| Întinderea unităților administrative de la acea vreme nu corespunde mereu cu cea de astăzi, chiar dacă unele denumiri sunt identice. Sunt enumerate doar unitățile administrative în care proporția românilor se ridică la cel puțin un procent. | | | |

| 1-5% 5-10% 10-15% | 15-25% 25-35% peste 35% |

### 1961
| Proporția românilor și a sârbilor în nordul Serbiei (Voivodina) conform rezultatelor recensământului iugoslav din 1961 | Proporția românilor și a sârbilor în nordul Serbiei (Voivodina) conform rezultatelor recensământului iugoslav din 1961 | Proporția românilor și a sârbilor în nordul Serbiei (Voivodina) conform rezultatelor recensământului iugoslav din 1961 | Proporția românilor și a sârbilor în nordul Serbiei (Voivodina) conform rezultatelor recensământului iugoslav din 1961 |
| Unitate administrativă                                                                                                 | Români | Sârbi | Alții |
| --- | --- | --- | --- |
| Districtul Banatul de Sud                                                                                              | | | |
| Comuna Alibunar | 43,4 % (14.300) | % | % |
| Comuna Uljma | 17,6 % (2.435) | % | % |
| Comuna Vršac (Vârșeț)                                                                                                  | 17,2 % (8.161) | % | % |
| Comuna Kovačica (Covăcița)                                                                                             | 12,4 % (4.306) | % | % |
| Comuna Plandište | 12 % (2.352) | % | % |
| Comuna Bela Crkva (Biserica Albă)                                                                                      | 9,1 % (2.391) | % | % |
| Comuna Pančevo (Panciova)                                                                                              | 7,7 % (7.237) | % | % |
| Comuna Kovin (Cuvin)                                                                                                   | 7,6 % (3.042) | % | % |
| Districtul Banatul Central                                                                                             | | | |
| Comuna Žitište (Jitiște)                                                                                               | 14,7 % (4.645) | % | % |
| Comuna Zrenjanin (Becicherecul Mare)                                                                                   | 4,3 % (4.007) | % | % |
| Comuna Sečani | 4,2 % (1.193) | % | % |
| Districtul Bačka de Sud                                                                                                | | | |
| Comuna Bač | 1,3 % (292) | % | % |
| Districtul Bačka de Vest                                                                                               | | | |
| Comuna Apatin | 3 % (1.052) | % | % |
| Comuna Bezdan | 1,7 % (271) | % | % |
| Sunt enumerate doar unitățile administrative în care proporția românilor se ridică la cel puțin un procent.            | | | |

### 1971
| Proporția românilor și a sârbilor în nordul Serbiei (Voivodina) conform rezultatelor recensământului iugoslav din 1971 | Proporția românilor și a sârbilor în nordul Serbiei (Voivodina) conform rezultatelor recensământului iugoslav din 1971 | Proporția românilor și a sârbilor în nordul Serbiei (Voivodina) conform rezultatelor recensământului iugoslav din 1971 | Proporția românilor și a sârbilor în nordul Serbiei (Voivodina) conform rezultatelor recensământului iugoslav din 1971 |
| Unitate administrativă                                                                                                 | Români | Sârbi | Alții |
| --- | --- | --- | --- |
| Districtul Banatul de Sud                                                                                              | | | |
| Comuna Alibunar | 38,6 % (12.296) | % | % |
| Comuna Vršac (Vârșeț)                                                                                                  | 16,4 % (9.955) | % | % |
| Comuna Kovačica (Covăcița)                                                                                             | 11,7 % (3.904) | % | % |
| Comuna Plandište | 12,3 % (2.199) | % | % |
| Comuna Bela Crkva (Biserica Albă)                                                                                      | 8,8 % (2.233) | % | % |
| Comuna Pančevo (Panciova)                                                                                              | 6 % (6.672) | % | % |
| Comuna Kovin (Cuvin)                                                                                                   | 7,3 % (2.899) | % | % |
| Districtul Banatul Central                                                                                             | | | |
| Comuna Žitište (Jitiște)                                                                                               | 13,8 % (1.402) | % | % |
| Comuna Zrenjanin (Becicherecul Mare)                                                                                   | 2,9 % (3.818) | % | % |
| Comuna Sečani | 4,8 % (1.055) | % | % |
| Districtul Bačka de Sud                                                                                                | | | |
| Comuna Bač | 1,8 % (352) | % | % |
| Districtul Bačka de Vest                                                                                               | | | |
| Comuna Apatin | 4,16 % (1.427) | % | % |
| Sunt enumerate doar unitățile administrative în care proporția românilor se ridică la cel puțin un procent.            | | | |

### 2002
1. ↑  Jovan, Gavrilović (1850). Prilog za geografiju i statistiku Srbije. Glavni izvod popisa Srbije u godini 1846 [Apendice pentru geografia și statistica Serbiei. Extras principal al recensământului Serbiei din 1846]. Tradus de Iovan, Gavrilovici. Glasnik DSS. p. 186–190.
2. ↑  Guillaume, Lejean (1861). Ethnographie de la Turquie d'Europe par G. Lejean: Ethnographie der europäischen Türkei. J. Perthes.
3. ↑  Royaume de Serbie, Ministère de l'Agriciculture, de l'Industrie et du Commerce, Division de la Statistique générale (1889). Statistique de la Serbie Volume XVI (PDF). Imprimerie d'Etat du Royaume de Serbia. p. XXVIII.
4. ↑  Statistique de la Serbie Tome I (PDF). Imprimerie d'Etat du Royaume de Serbia. 1893. p. LXVII.
5. ↑   Arhivat în 22 noiembrie 2017, la Wayback Machine., 29 octombrie 2013, RES, Recensamantul Serbiei din 2011, accesat la 30 octombrie 2013

| Numărul românilor (valahilor) din Serbia de răsărit conform rezultatelor recensământului din 2002 și estimările organizațiilor românești din Serbia legate de numărul acestora | Numărul românilor (valahilor) din Serbia de răsărit conform rezultatelor recensământului din 2002 și estimările organizațiilor românești din Serbia legate de numărul acestora | Numărul românilor (valahilor) din Serbia de răsărit conform rezultatelor recensământului din 2002 și estimările organizațiilor românești din Serbia legate de numărul acestora | Numărul românilor (valahilor) din Serbia de răsărit conform rezultatelor recensământului din 2002 și estimările organizațiilor românești din Serbia legate de numărul acestora | Numărul românilor (valahilor) din Serbia de răsărit conform rezultatelor recensământului din 2002 și estimările organizațiilor românești din Serbia legate de numărul acestora | Numărul românilor (valahilor) din Serbia de răsărit conform rezultatelor recensământului din 2002 și estimările organizațiilor românești din Serbia legate de numărul acestora | Numărul românilor (valahilor) din Serbia de răsărit conform rezultatelor recensământului din 2002 și estimările organizațiilor românești din Serbia legate de numărul acestora |
| Unitatea administrativă (județ, respectiv raion) | Populația totală 2002 | "Vlahi" 2002 | Români 2002 | Vlahi și români | Limba maternă română și "valahă" | Numărul estimat (%) |
| --- | --- | --- | --- | --- | --- | --- |
| Județul Braničevo | 200.503 | 14.083 | 887 | 14.970 (7,47%) | 20.656 (10,3%) | 76.300 (38,5%) |
| Veliko Gradište (Grădiștea Mare) | 20.659 | 354 | 117 | 471 (2,28%) | 742 (3,59%) | 3.800 (18,1%) |
| Golubac (Golubăț) | 9.913 | 870 | 65 | 935 (9,43%) | 1.280 (12,91%) | 5.200 (52%) |
| Žabari | 13.034 | 342 | 107 | 449 (3,44%) | 876 (6,72%) | 2.000 (15,4%) |
| Žagubica (Jagubița) | 14.823 | 3.268 | 54 | 3.322 (22,41%) | 4.013 (27,07%) | 11.400 (76%) |
| Kučevo | 18.808 | 5.204 | 122 | 5.326 (28,32%) | 7.100 (37,75%) | 15.700 (82,6%) |
| Malo Crniće | 13.853 | 401 | 76 | 477 (3,44%) | 962 (6,94%) | 6.100 (43,8%) |
| Petrovac (Petrovăț) | 34.511 | 3.535 | 251 | 3.786 (10,97%) | 5.507 (15,96%) | 18.200 (52,8%) |
| Požarevac (Pojarevăț) | 74.902 | 109 | 95 | 204 (0,27%) | 107 (0,23%) | 13.900 (18,6%) |
| Județul Bor | 146.551 | 16.449 | 659 | 17.108 (11,67) | 24.508 (16,72) | 109.900 (74,99%) |
| Bor | 55.817 | 10.064 | 107 | 10.171 (18,22%) | 10.673 (19,12%) | 46.100 (82,2%) |
| Kladovo (Cladova) | 23.613 | 568 | 216 | 784 (3,32%) | 1.540 (6,52%) | 16.300 (74,1%) |
| Maidan | 23.703 | 2.817 | 67 | 2884 (12,17%) | 3.815 (16,1) | 18.600 (78,2%) |
| Negotin | 43.418 | 3.000 | 269 | 3.269 (7,53%) | 8.480 (19,53%) | 28.900 (65,8%) |
| Județul Zaječar (Zăiceari) | 137.561 | 7.155 | 309 | 7.454 (5,43%) | 8.643 (6,28%) | 27.100 (19,7%) |
| Boljevac | 15.849 | 4.162 | 83 | 4.245 (26,78%) | 4.453 (28,1%) | 10.200 (63,8%) |
| Zaječar (Zăiceari) | 65.969 | 2.981 | 221 | 3.202 (4,85%) | 4.169 (6,32%) | 16.100 (24,4%) |
| Knjaževac | 37.142 | 3 | 4 | 7 (-) | 0 | 600 (1,62%) |
| Sokobanja | 18.571 | 9 | 1 | 10 (-) | 0 | 200 (1,05%) |
| Județul Pomoravlje | 227.435 | 2.049 | 484 | 2.533 (1,11%) | 3.070 (1,35%) | 33.200 (14,6%) |
| Despotovac (Despotovăț) | 25.611 | 427 | 38 | 465 (1,82%) | 622 (2,43%) | 16.600 (64,82%) |
| Jagodina | 70.894 | 30 | 230 | 260 (0,37%) | 0 | 1.400 (1,97%) |
| Paraćin | 58.301 | 1 | 102 | 103 (0,18%) | 0 | 700 (1,2%) |
| Rekovac | 13.551 | 0 | 1 | 1 (-) | 0 | 0 |
| Svilajnac | 25.511 | 235 | 81 | 316 (1,24%) | 404 (1,58%) | 10.300 (40,37%) |
| Ćuprija | 33.567 | 1.356 | 32 | 1.388 (4,14%) | 1.670 (4,98%) | 4.200 (12,5%) |
| Județul Podunavlje | 226.589 | 44 | 89 | 133 | - | 8.800 (3,88%) |
| Smederevo (Semendria) | 109.809 | 9 | 23 | 37 (-) | 0 | 4.800 (4,5%) |
| Velika Plana | 44.470 | 35 | 66 | 101 (-) | 0 | 4.000 (9,1%) |
| Județul Nišava | | | | | | |
| Svrljig | 17.284 | 1 | 2 | 3 (-) | 0 | 400 (1,78%) |
| Total Serbia răsăriteană | | 39.882 | 2.778 | 42.660 | 58.221 | 245.700 |
| Belgrad | 1.373.651 | 71 | 1.379 | 1450 | 1.436 | |
| Serbia centrală (total) | 5.466.009 | 39.953 | 4.157 | 44.110 | 59.729 | 260.000 |
| Voivodina | 2.031992 | 101 | 30.419 | 30.520 (1,5%) | 29.604 (1,46%) | 35.000 |
| Serbia (total) | 7.498.001 | 40.054 | 34.576 | 74.630 (1%) | 89.333 (1,19%) | 300.000 (4%) |